# Chromalizus basaloides
Chromalizus basaloides là một loài bọ cánh cứng trong họ Cerambycidae.